# Stadio Motovelodromo Umberto I
Stadio Motovelodromo Umberto I - znany również jako Velodromo Umberto I, pierwszy stadion piłkarski w Turynie.
Stadion został otwarty w 1890 roku, był użytkowany przez F.C. Torinese, Juventus F.C. i Torino FC